# Roter Uakari
Der Rote Uakari (Cacajao rubicundus), auch Roter Kahlkopf-Uakari genannt, ist eine Primatenart aus der Gattung der Uakaris innerhalb der Sakiaffen (Pitheciidae). Er kommt im westlichen brasilianischen Amazonasbecken (Bundesstaat Amazonas) in drei sehr kleinen, voneinander getrennten Gebieten vor. Das erste, die Terra typica, besteht aus einem im Wasser stehenden Wald und liegt zwischen Amazonas und dem natürlichen Kanal Jacurapá, das zweite liegt am linken Ufer des Rio Jutaí, einem südlichen Nebenfluss des Amazonas, und das dritte erstreckt sich entlang des natürlichen Kanals Auati-Paraná, der den Rio Japurá mit dem Amazonas verbindet. Der Rote Uakari lebt in größeren Gruppen und ernährt sich vorrangig von hartschaligen Früchten.

## Merkmale

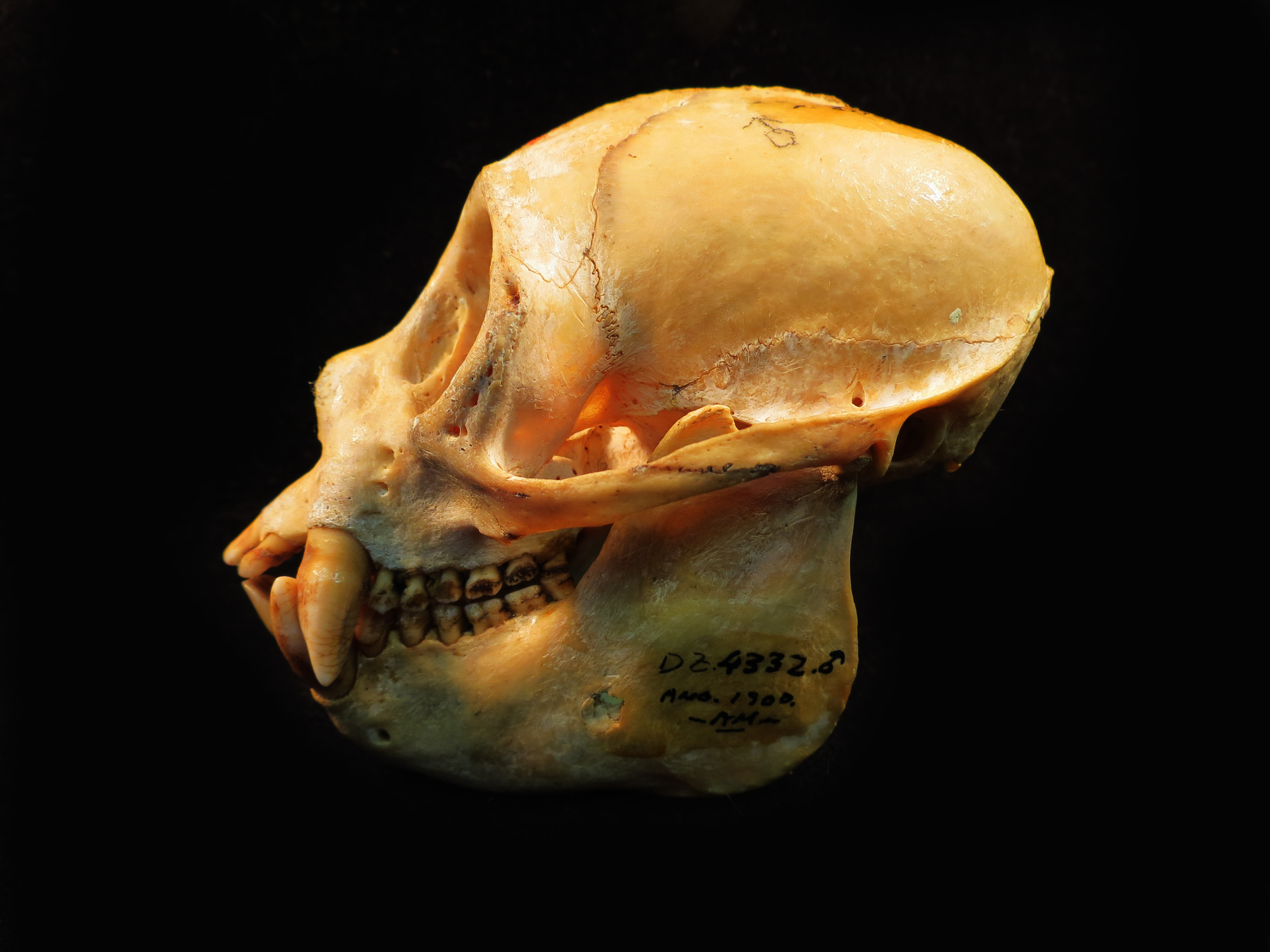
Schädel des Roten Uakaris

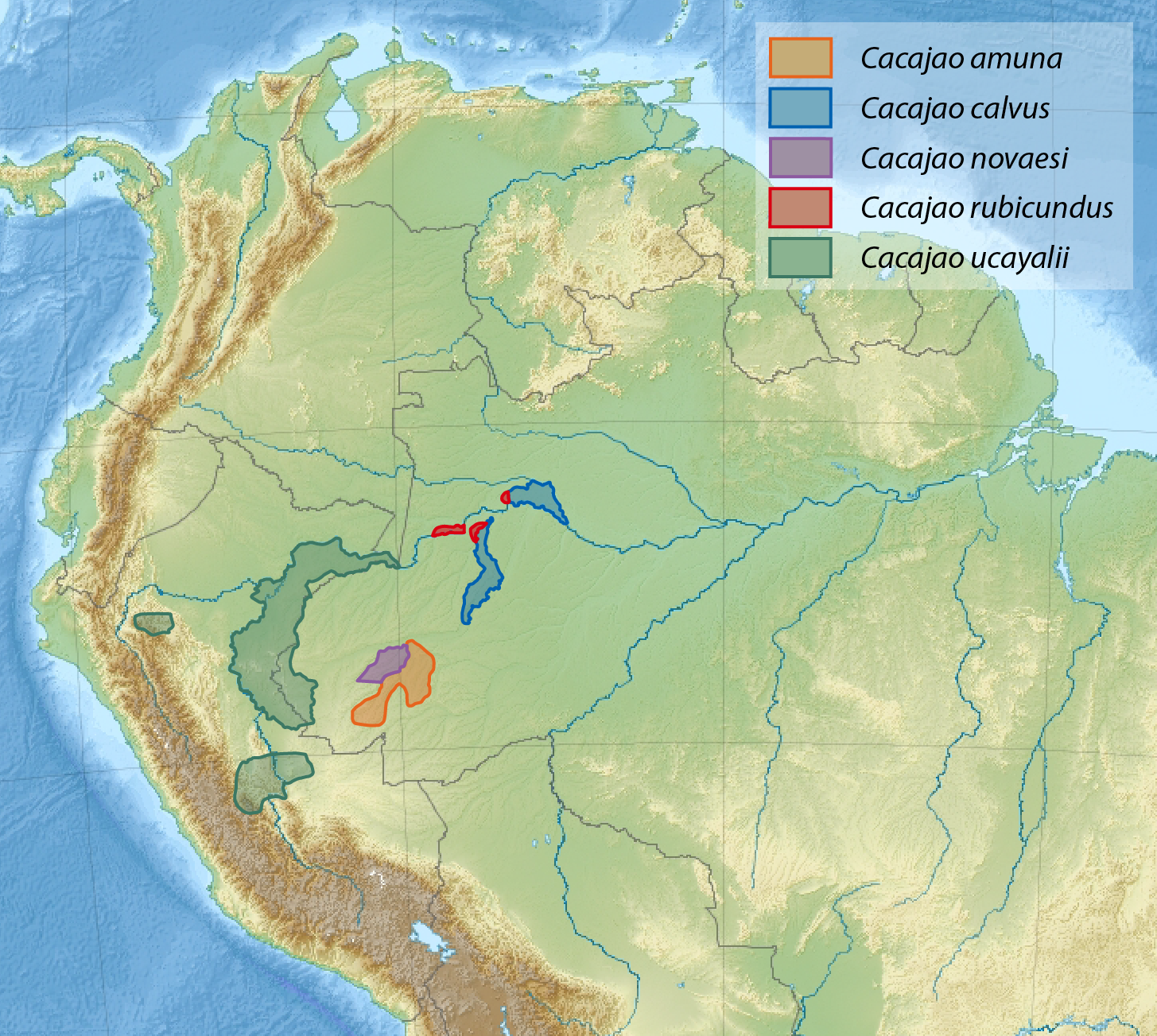
Rot – das Verbreitungsgebiet des Roten Uakaris

Wie alle Kahlkopf-Uakaris ist der Rote Uakari durch einen roten, unbehaarten Kopf, ein langes, zotteliges Fell und einen relativ kurzen, buschigen Schwanz charakterisiert. Das Fell auf dem Rücken und den Außenseiten der Beine ist rötlich oder rötlich bis kastanienfarben. Nacken und Schultern sind orangefarben oder weißlich. In den drei Gebieten, in denen die Art vorkommt, ist die Färbung leicht unterschiedlich.
In den überfluteten Wäldern bei Jacurapá haben die Tiere einen weißen Nacken, der bei einigen Exemplaren nach und nach über orange Zonen in die rötlich-orange Rückenfärbung übergeht. Am Rio Jutaí sind die Tiere eher rötlich-kastanienfarben als rötlich oder rötlich-orange und die Männchen am Auatí-Paraná zeigen sind an den Seiten rötlich-kastanienfarben und auf dem Rücken, am Nacken und der Oberseite des Schwanzes hellrot oder etwas weißlich.

## Systematik
Die Affenart wurde 1848 durch den französischen Zoologen Isidore Geoffroy Saint-Hilaire erstmals beschrieben. Die Typusexemplare, zwei Männchen und drei Weibchen, brachte der französische Tierpräparator Émile Deville von einer Südamerikaexpedition mit. Alle Kahlkopf-Uakaris wurden lange Zeit als Unterarten von Cacajao calvus geführt. Mit der Einführung eines fünften Taxons (Cacajao amuna) in der Gruppe der Kahlkopf-Uakaris im Mai 2022 erhielten alle Unterarten jedoch den Status eigenständiger Arten. Alle Kahlkopf-Uakaris sind nah miteinander verwandt und wurden sich erst in den letzten 300.000 Jahren mit der Ausbildung des heutigen Systems von Flüssen und Flussinseln voneinander getrennt.

## Gefährdung
In beiden Verbreitungsgebieten wird der Rote Uakari nicht vom Menschen gejagt und es besteht bisher auch nicht die Gefahr einer intensiven Entwaldung. Relativ große Teile der Verbreitungsgebiete sind geschützt. Die IUCN listet den Roten Uakari deshalb als nicht gefährdet.